# Jorge Lozano van de Walle

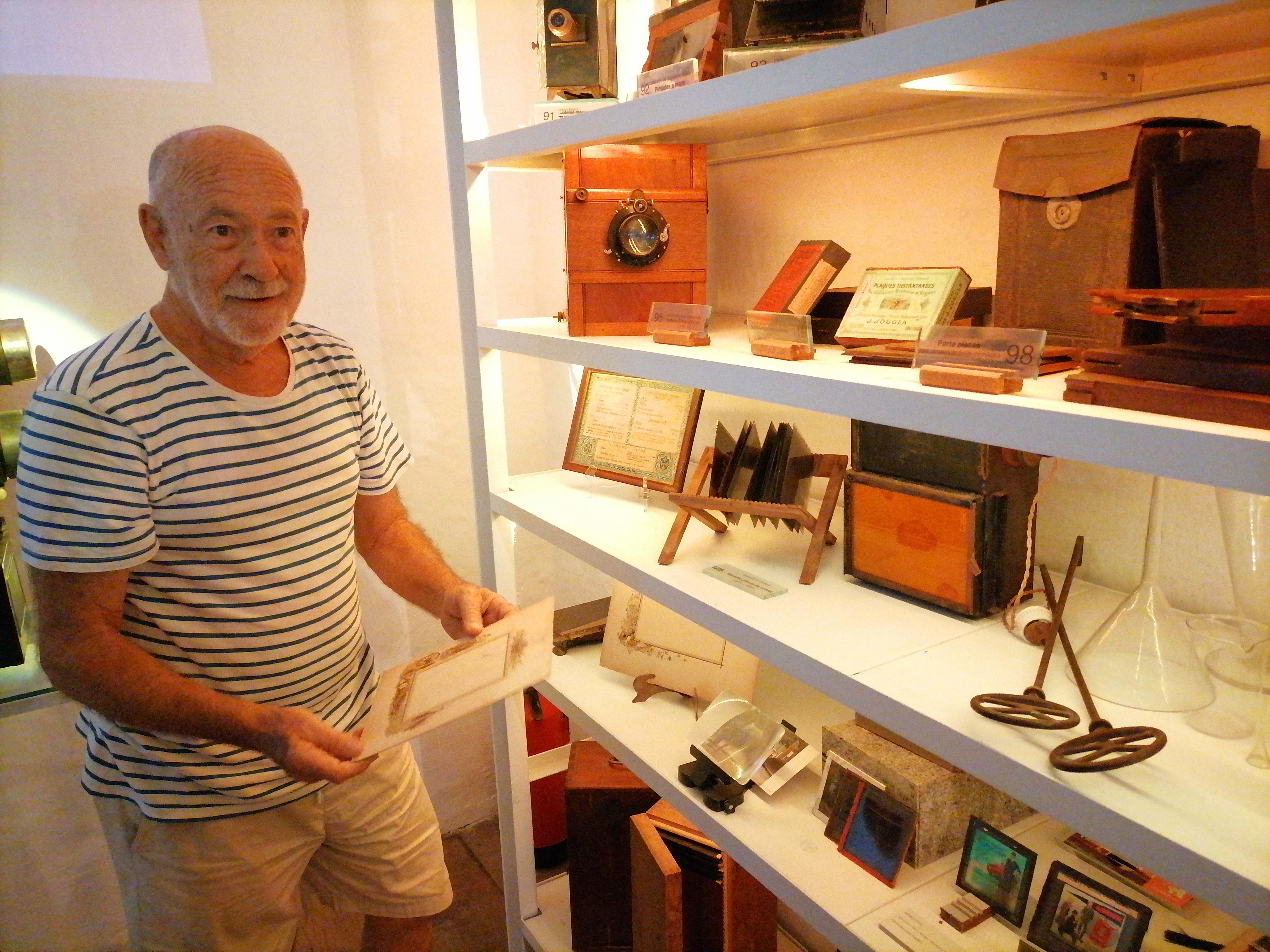
Jorge Lozano van de Walle, en 2023.

Jorge Lozano van de Walle (o Vandewalle) (Santa Cruz de la Palma, 5 de abril de 1946) es un director de cine, documentalista y fotógrafo español. Su producción la constituye una serie de cortometrajes, documentales y largos, relacionados con diversos aspectos culturales, históricos y documentales relacionados con la isla de la Palma. 

## Biografía
Jorge Lozano nació el 5 de abril de 1946 en Santa Cruz de La Palma. Es el décimo de los hijos del matrimonio formado por Juan Lozano Pérez y María van de Walle Hardisson.
Se trasladó a la isla de Tenerife en el año 1960 tras la muerte de su madre, e ingresó en el internado del colegio San Ildefonso donde comenzó a realizar el bachillerato. Fue este año cuando se conformaría la asociación de cine amateur Palma Films, de la que también formaron parte Miguel Gómez, Joaquín Rodríguez Cruz, Jorge Luis Lozano, Gregorio Ramos Guadalupe, José y Fifo López Mederos, José Luis Ramos y Manuel Sosa. Más tarde se incorporarían Fernando Leopold y Juan García Martín, aunque solo sería Jorge Lozano quien desarrollaría el papel de realizador. Junto a él, su inseparable amor desde años mozos: Loló Fernández, que también formó parte del equipo desde el principio.

## Filmografía
- El peinador despeinado  (cortometraje), 1960.
- Operación Z-4 (largometraje), 1960.
- Desafiando a la muerte (inacabado), 1961.
- Diciembre69, 1969.
- El reloj de la plaza (documental), 1970.
- El faro de Barlovento.
- Fantasía de mi mente (cortometraje), 1972.
- Morir sin campanas (cortometraje), 1973.[2]
- De todo en topo, 1973.
- Poema para el tiempo, 1973.
- Bajada de la Virgen (documental).
- Moros y Cristianos (documental), 1976.
- La pared de Roberto, 1977. En formato de 8 mm.
- Cuentos y leyendas de La Palma.
- Benahoare.
- El salto del enamorado, 1978. En formato de 8 mm.
- Barranco Arriba (documental), 1980.
- Taburiente (1980). En formato 16 mm, con una cámara Beaulieu.
- Aysouraguan (Lugar donde la gente se heló), (mediometraje), 1981-1982.[3]
- Teide (cortometraje) , 1981.
- Flora y vegetación de La Palma (documental), 1985.